# Дульськ (Іновроцлавський повіт)
Дульськ (пол. Dulsk, нім. Niederbrunn) — село в Польщі, у гміні Іновроцлав Іновроцлавського повіту Куявсько-Поморського воєводства.
Населення — 186 осіб (2011).
У 1975-1998 роках село належало до Бидгощського воєводства.

## Демографія
Демографічна структура станом на 31 березня 2011 року:
|          | Загалом | Допрацездатний вік | Працездатний вік | Постпрацездатний вік |
| -------- | ------- | ------------------ | ---------------- | -------------------- |
| Чоловіки | 95      | 20                 | 73               | 2                    |
| Жінки    | 91      | 13                 | 64               | 14                   |
| Разом    | 186     | 33                 | 137              | 16                   |